# Brian Delaney
Brian Delaney, född 1967 in St. Louis, Missouri, är en  amerikansk sessionstrumslagare, som sedermera blivit stadigvarande medlem av protopunk/glamrockgruppen New York Dolls. 

## Biografi
Brian Delaney föddes år 1967 i St. Louis. Innan NY Dolls arbetade han bland annat med grupper och artister som Craig Dreyer, Tracy Kash Thomas, Natasha C Coward, Dead Left, Blood, Sweat & Tears och Buster Poindexter. 
Då New York Dolls år 2004 skulle göra comeback, blev han tillfrågad av sångaren David Johansen om han vill ersätta den avlidne Jerry Nolan. Johansen hade tidigare arbetat med Delaney inom ramen för Buster Poindexter. Samarbetet med Dolls fungerade bra, och år 2006 gav gruppen ut en ny skiva, för första gången på 30 år. 
Delaney arbetar i dag också med artister som All Your Little Pieces, Uphill To Purgatory och Lucy Woodward